# Forte de Bala
O Forte de Bala (em árabe: قلعة بهلاء‎; romaniz.: Qal'at Bahla) localiza-se na cidade de Bala, no Omã. Foi erguido entre os séculos XII e XIV, quando o oásis de Bala estava sob os Banu Nebane. Suas muralhas e torres foram feitas em adobe e suas fundações são em pedra.